# Tmesisternus luteostriatus
Tmesisternus luteostriatus là một loài bọ cánh cứng trong họ Cerambycidae.